# Alexandre Arcady
Arcady Egry, conegut com Alexandre Arcady, és un director de cinema francès nascut el 17 de març de 1947 a Alger.

## Biografia
El més gran de cinc germans, Alexandre Arcady Egry és el fill d'Alexandre Egry, legionari d'origen hongarès, nascut a Arad (ara Romania), i de Driffa Hadjedj, jueva algeriana, de Bordj Bou Arreridj. Va continuar els seus estudis al Lycée Bugeaud a Alger. El 1961, cap al final de la guerra d'Algèria, s'exilià amb la seva família a la França continental, sent un dels primers a arribar a la Cité Balzac de Vitry-sur-Seine. En la seva joventut, va ser actiu en el moviment juvenil sionista Ha-Xomer ha-Tsaïr. El 1966-1967, va anar a viure a Israel en un quibuts prop de la frontera libanesa.
De tornada a França, va començar la seva carrera com a actor l'any 1968, apareixent en una sèrie titulada La Cravache d'or, després en pel·lícules com Avoir vingt ans dans les Aurès (1972), Quatre journées d'un partisan d'Alain Aubert (Festival de Canes, 1975). Paral·lelament, va provar la direcció del teatre (la primera va ser Haute surveillance de Jean Genet l'any 1970 al Théâtre Récamier), va ser ajudant de direcció al Théâtre de la Ville aleshores director del Théâtre Jean-Vilar de 1972 a 1975. Va dirigir alguns curtmetratges, pel·lícules de televisió i programes per a Antenne 2  i France 3 de 1974. El 1978, va gravar un enregistrament de Dom Juan de Molière.
El 1977 va crear amb Diane Kurys una productora Alexandre Films. Va produir les primeres pel·lícules de la seva associada, Diabolo menthe (1977) i Cocktail Molotov (1980).
El 1979 va dirigir el seu primer llargmetratge Le Coup de sirocco, una pel·lícula en gran part autobiogràfica, que explica la història d'una família de pied-noirs repatriats en una ciutat. Jugant amb la crònica nostàlgica de l'exili dels Pieds-noirs i la memòria del “país perdut”, aquesta pel·lícula aconsegueix un èxit inesperat; també revela el jove actor Patrick Bruel i permet a Arcady iniciar una col·laboració amb Roger Hanin. El 1982, el director va aconseguir el seu major èxit comercial amb la pel·lícula de gàngsters Le Grand Pardon, en la qual Roger Hanin va tornar a fer el paper principal.
En 1995 va dirigir Dis-moi oui ue romanticitza la història entre un pediatre de 30 anys i una nena de 12 anys.
Té dos fills amb Marie-Jo Jouan, periodista a France 2: una filla anomenada Lisa i un fill director (Els turons tenen ulls, Miralls) conegut amb el nom d'Alexandre Aja. També va tenir un fill amb Diane Kurys, que es va convertir en la jove escriptora coneguda com Sacha Sperling.
El 23 de febrer de 2015, amb motiu del 30è sopar del CRIF, Roger Cukierman li va obsequiar el premi del CRIF per la seva pel·lícula 24 jours. A més, la pel·lícula es projecta al Palau de l'Elisi en presència de François Hollande. 24 jours ha guanyat premis a molts festivals d'arreu del món i ha estat ben recompensat al Festival de Cinema de Jerusalem.
Després de dirigir dos documentals, un sobre la saga Darty (France 3), el segon sobre Alain Afflelou (France 3), així com una carta blanca, per a Arte, titulada Sarah et les autres, Alexandre Arcady acaba de completar el rodatge de la seva nova pel·lícula Le petit blond de la casbah.

## Filmografia
- 1979 : Le Coup de sirocco
- 1980 : Renaud Barrault Mexico (documental)
- 1982 : Le Grand Pardon
- 1983 : Le Grand Carnaval
- 1985 : Hold-up
- 1986 : Dernier été à Tanger
- 1989 : Companys d'armes
- 1991 : Pour Sacha
- 1992 : Le Grand Pardon 2
- 1995 : Dis-moi oui
- 1997 : K
- 1999 : Là-bas… mon pays
- 2002 : Entre chiens et loups
- 2004 : Mariage mixte
- 2008 : Tu peux garder un secret ?
- 2010 : Comme les cinq doigts de la main
- 2012 : El que el dia deu a la nit.[16]
- 2014 : 24 jours
- 2023 : Le Petit Blond de la Casbah

### Taquilla
| Títol              | Any  | Taquilla a França  |
| ------------------ | ---- | ------------------ |
| Hold-up            | 1985 | 2.367.294 entrades |
| Le Grand Pardon    | 1982 | 2.182.198 entrades |
| Le Coup de sirocco | 1979 | 1.387.034 entrades |
| Le Grand carnaval  | 1983 | 1.271.311 entrades |
| L'Union sacrée     | 1989 | 1.219.603 entrades |

## Teatre

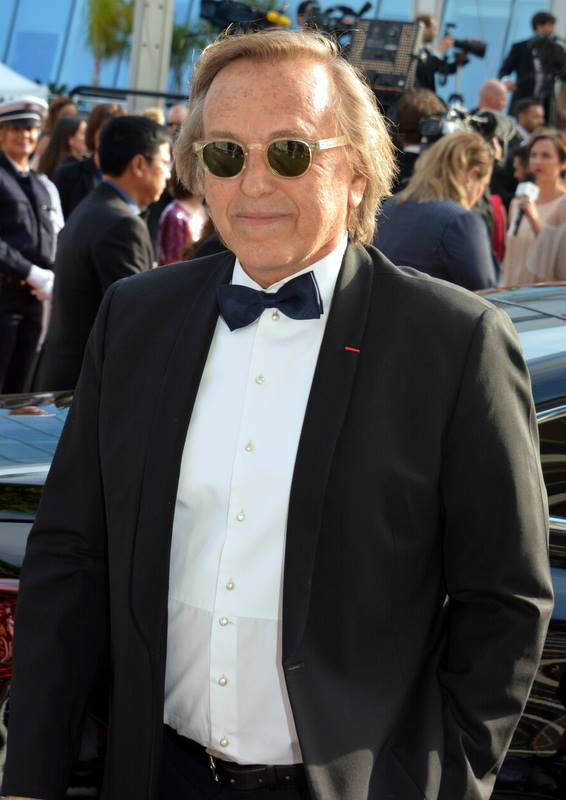
Alexandre Arcady al 69è Festival Internacional de Cinema de Canes.

- 1970 : Haute surveillance de Jean Genet, posada en escena d'Arcady, Théâtre Récamier
- 1974 : Le Maître du tambour de Jean Pélégri, posada en escena d'Alexandre Arcady, Théâtre de Suresnes
- 1976 : La mouche qui tousse d'Étienne Rebaudengo, posada en escena d'Arcady, Théâtre La Bruyère
- 1976 : Lorenzaccio d'Alfred de Musset, posada en escena Pierre Vielhescaze, Tréteaux de France
- 1976 : Hotel Baltimore de Lanford Wilson, posada en escena d'Arcady, Espace Pierre Cardin